# Lingua brittonica comune
La lingua brittonica comune (in gallese Brythoneg; in cornico Brythonek; in bretone Predeneg), anche detta britannica o protobrittonica, fu una lingua celtica parlata in Britannia e Bretagna, presunta antenata delle lingue brittoniche.
È una forma del celtico insulare discesa dal protoceltico, l'ipotizzata lingua antenata che dalla prima metà del primo millennio a.C. cominciò a divergere in dialetti o lingue separate. Il pittico è collegato, probabilmente come lingua sorella o come un ramo discendente.
Evidenza proveniente dal gallese antico e moderno mostra che il brittonico comune subì una significativa influenza dal latino durante il periodo romano, soprattutto per quanto riguarda i termini legati alla chiesa e al cristianesimo. Nel sesto secolo d.C., le lingue dei Celti britanni si stavano rapidamente separando nella fase neo-brittonica: gallese, cumbrico, cornico, bretone e forse il pittico. Nel corso dei successivi tre secoli, fu sostituito in gran parte della Scozia dal gaelico scozzese e dall'antico inglese (da cui discendono l'inglese moderno e lo scots) in gran parte dell'Inghilterra moderna, così come nella Scozia meridionale del Firth of Forth. Il cumbrico scomparve nel XII secolo  e, nel sud-ovest estremo, il cornico probabilmente divenne estinto nel XVIII secolo, anche se il suo uso è stato successivamente rivitalizzato. Il modello storico di O'Rahilly suggerisce la presenza di una lingua brittonica in Irlanda prima dell'introduzione delle lingue goideliche, ma questa visione non ha trovato ampia accettazione. Il gallese e il bretone sono le uniche lingue figlie che sono sopravvissute fino alla contemporaneità.

### Annotazioni
1. ↑  Uno studio del 2018 ha trovato il numero di persone con almeno le competenze minime in cornico oltre 3.000, di cui circa 500 sono stimati essere fluenti.[13]

### Fonti
1. ↑   Joseph F. Eska, The evolution of proto-Brit. *-/lth/ in Welsh, in Zeitschrift für celtische Philologie, vol. 66, n. 1, 2019-12-01,  pp. 75-82, DOI:10.1515/zcph-2019-0003, ISSN 1865-889X (WC · ACNP).
2. ↑  (EN) Patrick Sims-Williams, The Double System of Verbal Inflexion in Old Irish, in Transactions of the Philological Society, vol. 82, n. 1, novembre 1984,  pp. 138-201, DOI:10.1111/j.1467-968X.1984.tb01211.x, ISSN 0079-1636 (WC · ACNP).
3. ↑   Jon C. Henderson, The Atlantic Iron Age: Settlement and Identity in the First Millennium BC, Routledge, 2007,  pp. 292-295, ISBN 9780415436427.
4. ↑   Patrick Sims-Williams, Studies on Celtic Languages before the Year 1000, CMCS, 2007,  p. 1.
5. ↑   John T. Koch, Celtic Culture: A Historical Encyclopedia, ABC-CLIO, 2006,  p. 1455.
6. ↑   Joseph Eska, Continental Celtic, in Roger Woodard (a cura di), The Ancient Languages of Europe, Cambridge, 2008.
7. ↑   Katherine Forsyth, Celtic Culture: A Historical Encyclopedia, a cura di John T. Koch, ABC-CLIO, 2006,  pp. 1444, 1447.
8. ↑   Katherine Forsyth, Language in Pictland: The case against "non-Indo-European Pictish", Utrecht, de Keltische Draak, 1997,  p. 27.
9. ↑   Kenneth H. Jackson, The Pictish Language, in F. T. Wainwright (a cura di), The Problem of the Picts, Edimburgo, Nelson, 1955,  pp. 129-166.
10. ↑   H. Lewis, Yr Elfen Ladin yn yr Iaith Gymraeg, Cardiff, University of Wales Press, 1943.
11. 1 2   W. F. H. Nicolaisen, Scottish Place Names,  p. 131.
12. ↑   Marcus Tanner, The last of the Celts, Yale University Press, 2004,  p. 225, ISBN 0300104642.
13. ↑   Siarl Ferdinand, The Promotion of Cornish in Cornwall and the Isles of Scilly: Attitudes towards the Language and Recommendations for Policy, in Studia Celtica Fennica, vol. 19, 2018,  pp. 107-130, DOI:10.33353/scf.79496.
14. ↑   Thomas O'Rahilly, Early Irish history and mythology, School of Celtic Studies, Dublin Institute for Advanced Studies, 1964, ISBN 0-901282-29-4.